# 피사 대학교
피사 대학교(이탈리아어: Università di Pisa 우니베르시타 디 피사[*])는 이탈리아에서 가장 유명한 대학교 중의 한 곳이다. 피사 대학교는 토스카나주 피사에 위치해 있다. 피사 대학교는 공식적으로 1343년 9월 3일 교황 클레멘스 6세의 칙령에 의해 설립되었다. 그러나 11세기부터 법률에 관한 강의가 피사에 있어왔다. 대학은 유럽의 1544년 준공된 가장 오래된 대학 정원(en:orto botanico di Pisa)을 지녔다.
피사 대학교는 피사 대학교 시스템의 일부로 다른 여러 학교와 묶여있다.( en:Scuola Normale Superiore di Pisa, en:Sant'Anna School of Advanced Studies). 피사 대학은 폭넓고 유명한 영역의 과정을 제공하지만, 특히 과학과 공학 계열로 유명하다. 그 계열들은 학사, 석사, 박사 수준의 극히 좋은 과정을 운영한다. 컴퓨터 과학 과정은 이탈리아에서 1960년대에 활성화된 최초의 영역이었다. 대학은 현재 약 57,000명의 학생이 있다.  (그 중 53,000명은 학부생과 석사과정이며 3500명의 박사 과정이 있다.)

## 같이 보기
- 이탈리아 대학교 목록
- 피사
- 밀라노 대학교